# Národní park Siberut
Národní park Siberut (indonésky Taman Nasional Siberut) je indonéský národní park, který se nachází na ostrově Siberut, jenž představuje s rozlohou asi 4 000 km2 největší ostrov Mentavajských ostrovů ležících při západním pobřeží Sumatry. Národní park s rozlohou 1905 km2 zabírá asi polovinu ostrova. Oblast je od roku 1981 biosférickou rezervací UNESCO a od roku 1993 národní park.
Národní park pokrývají tropické dvojkřídláčovité lesy, smíšené tropické lesy, lesy bažinaté, pobřežní i mangrovové. Roste zde více než 860 druhů rostlin. Na ostrově se vyskytuje na 134 druhů ptáků a žije zde více než 31 druhů savců. Množství fauny se tu vyskytuje endemitně, až 65 %. Žijí zde vzácné opice hulman mentavejský (Presbytis potenziani; ohrožený taxon), makak jihomentawajský (Macaca pagensis; kriticky ohrožený taxon), kahau mentavejský (Simias concolor; kriticky ohrožený taxon) a gibon malý (Hylobates klossii; ohrožený taxon). Z celkové velikosti populace gibona malého, která činí asi 20 000 až 25 000 dospělých jedinců, se 13 000 až 15 000 jedinců vyskytuje v Národním parku Siberut.